# Herta
Herta est une coentreprise qui appartient aux groupes Nestlé (suisse), à hauteur de 40 %, et Casa Tarradellas (espagnol), à hauteur de 60 %. C'était à l'origine une marque détenue par Nestlé, jusqu'à la vente de la division en décembre 2019. 
Sous cette marque sont commercialisés des produits de charcuterie et des produits traiteurs en libre-service.

## Historique
Ludwig et Wilhelmine Schweisfurth créent en 1897 leur commerce de charcuterie dans la ville de Herten, en Rhénanie-du-Nord-Westphalie, en Allemagne. En 1902 Ludwig et Wilhelmine décident d’automatiser la production et construisent leur première usine. Ils ouvrent également un deuxième commerce dans la région. L’entreprise familiale croît et compte en 1947 plus de 500 collaborateurs. À l’occasion du 50e anniversaire de l’entreprise, le fils de Ludwig et Wilhelmine, Karl, renomme l'entreprise Herta, inspiré du nom d’une déesse de la mythologie germanique, et étend le marché de l'entreprise à celui du traiteur. En 1959 Herta lance les premières charcuteries coupées et pré-emballées dans les rayons des premiers magasins en libre-service.
Karl Ludwig Schweisfurth (en), petit-fils des fondateurs, étend l'entreprise dans les années 1960. Herta se développe alors au dehors de l'Allemagne de l'Ouest en s'implantant en France en 1963, en Belgique en 1968 et au Royaume-Uni en 1971. La saucisse Knacki Original, une saucisse destinée aux campings, est lancée en 1975.

Logo de 1985 à 2003.

En 1986, la société familiale est rachetée par le groupe suisse Nestlé. La même année, Herta se diversifie dans la pâtisserie et lance la première pâte à tarte à dérouler du marché. La première pâte à pizza du marché est lancée en 1994 grâce au service R&D de Nestlé. En 1997, la marque abandonne les polyphosphates dans la charcuterie. Le Knacki grillée est lancé en 1999.
En décembre 2019, Nestlé vend une participation de 60 % dans Herta à Casa Tarradellas, une entreprise espagnole, pour 414 millions d'euros. Cette transaction exclut cependant les produits spécialisés pour les régimes végétariens de la marque Herta, mais inclut les activités de charcuterie ainsi que celle des pâtes à tarte.

## Herta en France
En 1959, Herta acquiert la Société Lorraine de Produits Alimentaires (SOLPA), fondée en 1930 à Homécourt, et qui compte alors cinq usines et emploie 6 000 personnes. La SOLPA est finalement liquidée par Herta en 1979.
En 1973, Herta lance à Saint-Pol-sur-Ternoise sa première usine de charcuterie en France. En 1984, Herta acquiert la société Supraliment de Romainville pour se lancer dans le marché des croque-monsieurs dont elle devient leader dans les années 2000. Un autre site de production est installé en France à Illkirch-Graffenstaden, dans le Bas-Rhin, en 1989.
Herta se lance dans les produits apéritifs en lançant Knacki Ball, saucisses de taille réduites qui lui causent un procès en 2016 après un accident grave. Jambon de Paris lancé en 1997 devient Le Bon Paris en 2001 ; Grand Charcutier lancé en 1996 sur le segment premium devient Tendre Noix en 2002. Herta signe en 2010 avec le ministère de la Santé et des Sports et le ministère de l’Agriculture et de l’Alimentation la charte d’engagement volontaire au progrès nutritionnel figurant dans le Programme national nutrition santé. En 2006, cet engagement s’élargit à la nutrition et notamment la réduction de sel et de gras.
En 2011, Herta est au cœur d'une polémique après que des consommateurs musulmans affirment que les produits à base de volaille et dits halal contiendraient du porc, ce que dément le groupe Nestlé. En 2012, Nestlé décide ne plus vendre de produits halal sous la marque Herta.
En 2013, Herta vend un million de produits chaque jour et constitue 20 % du chiffre d'affaires de Nestlé France.
Fin 2020, la société annonce investir 85 millions d'euros sur ses quatre sites français afin d'améliorer sa capacité de production et de mieux répondre aux problèmes de logistique posés par des situations comme la pandémie de Covid-19.
En 2022, Herta est la marque la plus vendue en France, avec 252 millions d’actes d’achat.

### Publicité
L'entreprise Herta en France commence ses publicités en 1968 sur une pleine page dans Paris Match. La marque est promue à travers les nombreux films publicitaires de l'agence Jean & Montmarin (23 films de 1985 à 2001, date qui voit le budget publicitaire passer à l'agence Ogilvy & Mather) et dans un film publicitaire réalisé en 1985 par Jean Becker avec une musique composée par Pierre Bachelet et le slogan « Ne passons pas à côté des choses simples ».

## Procès et condamnation
Fin 2020, à la suite de sa vidéo « Le (dé)goût des choses simples » l'association L214 attaque un élevage modèle mis en avant par Herta pour illustrer sa « Filière Préférence », pour maltraitance envers les animaux et tromperie du consommateur,. La diffusion de la vidéo de l'élevage pousse les supermarchés Waitrose en Grande-Bretagne a suspendre ses ventes de saucisses au porc.
Mais malgré la visite des inspecteurs vétérinaires concluant à « la bonne tenue de l’élevage » et à « l’absence de non-conformité majeure », en février 2021 une nouvelle vidéo de l'association prouve que l'élevage incriminé n'a en rien changé de ses mauvaises pratiques. L214 engage des poursuites contre l’État français et déclare son intention de « transmettre ces nouvelles images à la justice ». 
Une famille attaque le groupe en 2021 à la suite du décès de leur enfant en 2014, qui meurt étouffé en avalant une saucisse Knacki. La taille des saucisses correspondant à celle de leur œsophage et selon leur avocat, « la matière spongieuse pouvant se coller à la trachée » représentant un réel risque,. L'entreprise est poussée à alerter le consommateur de la nécessité de couper ces produits avant de les donner aux enfants, en plaçant une mention avec le logo d'alerte. En 2018, la cour d'appel de Paris a reconnu le groupe responsable du handicap d'une enfant de 3 ans pour les mêmes raisons.

## Sites de production
- Allemagne
  - Herten (Rhénanie-du-Nord-Westphalie)
- France
  - Saint-Pol-sur-Ternoise (Pas-de-Calais)
  - Illkirch-Graffenstaden (Bas-Rhin).
- Suisse
  - Wangen bei Olten (Soleure)

## Produits
Charcuterie libre-service :
- jambons supérieurs de porcs ;
- saucisses ;
- lardons ;
- ingrédients cuits ;
- poitrines de porc.

Traiteur libre-service :
- pâtes à dérouler (feuilletées, brisées, sablées) ;
- pâtes à pizza à dérouler ;
- pâte à gâteau ;
- croque-monsieur ;
- hot-dog ;
- feuilleté de saucisse.